# Pseudencyrtoides cupressi
Pseudencyrtoides cupressi is een vliesvleugelig insect uit de familie Encyrtidae. De wetenschappelijke naam is voor het eerst geldig gepubliceerd in 1975 door Gordh & Trjapitzin.